# Список Героев Советского Союза (Кабак — Калинин)
В настоящем списке представлены в алфавитном порядке все Герои Советского Союза, чьи фамилии начинаются с буквы «К» (всего 1760 человек, из которых 22 удостоены звания дважды и один — И. Н. Кожедуб — трижды). Список содержит даты Указов Президиума Верховного Совета СССР о присвоении звания, информацию о роде войск, должности и воинском звании Героев на дату представления к присвоению звания Героя Советского Союза, годах их жизни.
Ударения в фамилиях Героев приведены по книге «Герои Советского Союза: Краткий биографический словарь / Пред. ред. коллегии И. Н. Шкадов. — М.: Воениздат, 1987. — Т. 1 /Абаев — Любичев/. — 911 с. — 100 000 экз. — ISBN отс., Рег. № в РКП 87-95382.».
- Персиковым цветом  в таблице выделены Герои, удостоенные звания дважды и более раз.
- Серым цветом  в таблице выделены Герои, представленные к званию посмертно.

| Навигационная таблица | Навигационная таблица                |
| --------------------- | ------------------------------------ |
| «К»                   | Кабак Николай — Калинин Николай      |
| «К»                   | Калинин Степан — Кармацкий Владимир  |
| «К»                   | Кармацкий Тимофей — Кживонь Анеля    |
| «К»                   | Киба Григорий — Клевцов Сергей       |
| «К»                   | Клейбус Фёдор — Коваленко Сергей     |
| «К»                   | Коваленко Юрий — Колдубов Михаил     |
| «К»                   | Колдунов Александр — Компанеец Фёдор |
| «К»                   | Компаниец Алексей — Копытин Михаил   |
| «К»                   | Копытов Михаил — Корчагин Лев        |
| «К»                   | Корчак Иосиф — Котов Николай         |
| «К»                   | Котов Сергей — Краснов Анатолий      |
| «К»                   | Краснов Виктор — Крюков Василий      |
| «К»                   | Крюков Владимир — Кузнецов Николай   |
| «К»                   | Кузнецов Павел — Кунавин Григорий    |
| «К»                   | Кунгурцев Евгений — Кянжин Пантелей  |

| № п/п | Фамилия Имя Отчество                                                                                  | Дата Указа | Род войск                           | Должность | Звание                       | Годы жизни              | БС ГС НЛ                        |
| ----- | --- | ---------- | ----------------------------------- | --- | ---------------------------- | ----------------------- | ------------------------------- |
| 1     | Каба́к Николай Пантелеевич                                                                             | 20.12.1943 | инженер                             | командир отделения 104-го гвардейского отдельного сапёрного батальона 89-й гвардейской стрелковой дивизии 37-й армии Степного фронта                                                                                             | гвардии сержант              | 03.05.1904 — 12.06.1979 | [ БС 1 ] [ ГС 1 ] [ НЛ 1 ]      |
| 2     | Кабако́вский Григорий Самойлович укр. Кабаковський Григорій Самійлович                                 | 17.10.1943 | пехота                              | командир роты мотострелкового батальона 57-й гвардейской танковой бригады 7-го гвардейского механизированного корпуса 60-й армии Центрального фронта                                                                             | гвардии лейтенант            | 02.10.1909 — 02.11.1959 | [ БС 2 ] [ ГС 2 ] [ НЛ 2 ]      |
| 3     | Кабали́н Иван Андреевич                                                                                | 22.02.1944 | артиллерия                          | командир отделения миномётной роты 78-го гвардейского стрелкового полка 25-й гвардейской стрелковой дивизии 6-й армии 3-го Украинского фронта                                                                                    | гвардии сержант              | 10.06.1923 — 15.11.1982 | [ БС 2 ] [ ГС 3 ] [ НЛ 3 ]      |
| 4     | Кабали́н Николай Петрович                                                                              | 26.04.1944 | пехота                              | помощник командира взвода мотострелкового батальона 21-й гвардейской механизированной бригады 8-го гвардейского механизированного корпуса 1-й танковой армии 1-го Украинского фронта                                             | гвардии старший сержант      | 24.02.1920 — 23.02.1991 | [ БС 2 ] [ ГС 4 ] [ НЛ 4 ]      |
| 5     | Каба́нов Василий Григорьевич                                                                           | 27.02.1945 | танкист                             | командир танкового батальона 220-й отдельной танковой бригады 5-й ударной армии 1-го Белорусского фронта | капитан                      | 25.03.1908 — 18.04.1945 | [ БС 2 ] [ ГС 5 ] [ НЛ 5 ]      |
| 6     | Каба́нов Владимир Егорович                                                                             | 23.02.1945 | авиация                             | старший лётчик 7-го гвардейского штурмового авиационного полка 230-й штурмовой авиационной дивизии 4-й воздушной армии 2-го Белорусского фронта                                                                                  | гвардии лейтенант            | 22.08.1918 — 17.08.1977 | [ БС 2 ] [ ГС 6 ] [ НЛ 6 ]      |
| 7     | Каба́нов Евгений Иванович                                                                              | 22.07.1944 | авиация                             | штурман звена 12-го гвардейского пикирующего бомбардировочного авиационного полка 8-й минно-торпедной авиационной дивизии ВВС Балтийского флота                                                                                  | гвардии старший лейтенант    | 20.11.1918 — 19.06.1989 | [ БС 2 ] [ ГС 7 ] [ НЛ 7 ]      |
| 8     | Каба́нов Константин Михайлович                                                                         | 18.08.1945 | авиация                             | старший лётчик 593-го штурмового авиационного полка 332-й штурмовой авиационной дивизии 4-й воздушной армии 2-го Белорусского фронта                                                                                             | лейтенант                    | 30.03.1922 — 13.04.1979 | [ БС 3 ] [ ГС 8 ] [ НЛ 8 ]      |
| 9     | Каба́нов Михаил Михеевич                                                                               | 22.02.1944 | пехота                              | командир отделения взвода пешей разведки 1120-го стрелкового полка 333-й стрелковой дивизии 6-й армии 3-го Украинского фронта | сержант                      | 1919 — 28.11.1943       | [ БС 4 ] [ ГС 9 ] [ НЛ 9 ]      |
| 10    | Каба́нов Павел Антонович                                                                               | 22.07.1944 | пехота                              | командир пулемётного отделения 210-го гвардейского стрелкового полка 71-й гвардейской стрелковой дивизии 6-й гвардейской армии 1-го Прибалтийского фронта                                                                        | гвардии старший сержант      | 24.05.1920 — 06.06.1985 | [ БС 4 ] [ ГС 10 ] [ НЛ 10 ]    |
| 11    | Ка́беров Игорь Александрович                                                                           | 24.07.1943 | авиация                             | помощник по лётной части командира эскадрильи 3-го гвардейского истребительного авиационного полка 61-й истребительной авиационной бригады ВВС Балтийского флота                                                                 | гвардии капитан              | 25.04.1917 — 02.10.1995 | [ БС 4 ] [ ГС 11 ] [ НЛ 11 ]    |
| 12    | Каби́лов Тулен каз. Қабылов Төлен                                                                      | 19.04.1945 | пехота                              | командир отделения 72-го гвардейского стрелкового полка 24-й гвардейской стрелковой дивизии 43-й армии 3-го Белорусского фронта                                                                                                  | гвардии сержант              | 1917 — 10.04.1945       | [ БС 4 ] [ ГС 12 ] [ НЛ 12 ]    |
| 13    | Каби́цин Иван Иванович                                                                                 | 15.05.1946 | пехота                              | командир 140-го гвардейского стрелкового полка 47-й гвардейской стрелковой дивизии 8-й гвардейской армии 1-го Белорусского фронта                                                                                                | гвардии подполковник         | 14.09.1902 — 10.06.1968 | [ БС 4 ] [ ГС 13 ] [ НЛ 13 ]    |
| 14    | Ка́бишев Борис Дмитриевич                                                                              | 23.02.1945 | авиация                             | командир эскадрильи 958-го штурмового авиационного полка 280-й штурмовой авиационной дивизии 14-й воздушной армии 3-го Прибалтийского фронта                                                                                     | старший лейтенант            | 17.10.1922 — 05.12.1998 | [ БС 5 ] [ ГС 14 ] [ НЛ 14 ]    |
| 15    | Ка́бушкин Иван Константинович                                                                          | 08.05.1965 | партизан                            | активный участник партизанской борьбы в Белоруссии, помощник начальника разведки 208-го партизанского отряда и руководитель оперативной подпольной группы в Минске                                                               | —                            | 15.02.1915 — 04.07.1943 | ——                              |
| 16    | Каве́рин Илья Ананьевич                                                                                | 10.01.1944 | танкист                             | механик-водитель танка 74-го танкового полка 71-й механизированной бригады 9-го механизированного корпуса 3-й гвардейской танковой армии 1-го Украинского фронта                                                                 | младший сержант              | 15.05.1910 — 19.11.1963 | [ БС 6 ] [ ГС 16 ] [ НЛ 15 ]    |
| 17    | Кавта́ськин Андрей Семёнович                                                                           | 26.10.1943 | артиллерия                          | командир 1844-го истребительно-противотанкового артиллерийского полка 30-й отдельной истребительно-противотанковой артиллерийской бригады РГК в составе 7-й гвардейской армии Степного фронта                                    | гвардии майор                | 10.10.1912 — 03.01.1983 | [ БС 6 ] [ ГС 17 ] [ НЛ 16 ]    |
| 18    | Кагамлы́к Григорий Сергеевич укр. Кагамлик Григорій Сергійович                                         | 18.05.1943 | пехота                              | командир отделения роты противотанковых ружей 47-го стрелкового полка 15-й стрелковой дивизии 13-й армии Центрального фронта | сержант                      | 1923 — 09.02.1943       | [ БС 6 ] [ ГС 18 ] [ НЛ 17 ]    |
| 19    | Кагы́кин Пётр Петрович                                                                                 | 15.05.1946 | артиллерия                          | заместитель командира орудия 1955-го истребительно-противотанкового полка 40-й отдельной истребительно-противотанковой бригады РГК в составе 3-й ударной армии 1-го Белорусского фронта                                          | сержант                      | 25.11.1912 — 25.12.1951 | [ БС 6 ] [ ГС 19 ] [ НЛ 18 ]    |
| 20    | Када́нчик Сергей Николаевич бел. Каданчык Сяргей Мікалаевіч                                            | 18.09.1943 | пехота                              | командир 1339-го стрелкового полка 318-й стрелковой дивизии 18-й армии Северо-Кавказского фронта | подполковник                 | 12.09.1906 — 15.09.1943 | [ БС 6 ] [ ГС 20 ] [ НЛ 19 ]    |
| 21    | Кадар Янош венг. Kádár János                                                                          | 03.04.1964 | —                                   | первый секретарь Центрального Комитета Венгерской социалистической рабочей партии, председатель Совета Министров Венгерской Народной Республики, член Всевенгерского совета Отечественного народного фронта                      | —                            | 26.05.1912 — 06.07.1989 | ——                              |
| 22    | Каде́тов Сергей Иванович                                                                               | 27.02.1945 | пехота                              | стрелок 283-го гвардейского стрелкового полка 94-й гвардейской стрелковой дивизии 5-й ударной армии 1-го Белорусского фронта | гвардии красноармеец         | 30.03.1925 — 15.12.1992 | [ БС 6 ] [ ГС 22 ] [ НЛ 20 ]    |
| 23    | Ка́домцев Анатолий Иванович                                                                            | 13.04.1944 | авиация                             | командир эскадрильи 59-го гвардейского штурмового авиационного полка 2-й гвардейской штурмовой авиационной дивизии 16-й воздушной армии Центрального фронта                                                                      | гвардии капитан              | 23.01.1918 — 21.02.1944 | [ БС 8 ] [ ГС 23 ] [ НЛ 21 ]    |
| 24    | Ка́дочкин Михаил Иванович                                                                              | 27.06.1945 | танкист                             | командир орудия танка ИС-2 87-го гвардейского тяжёлого танкового полка 3-й гвардейской армии 1-го Украинского фронта | гвардии старшина             | 15.11.1914 — 03.05.1983 | [ БС 8 ] [ ГС 24 ] [ НЛ 22 ]    |
| 25    | Ка́дочников Иван Петрович                                                                              | 15.01.1944 | инженер                             | сапёр 86-го гвардейского отдельного сапёрного батальона 77-й гвардейской стрелковой дивизии 61-й армии Центрального фронта | гвардии ефрейтор             | 19.07.1911 — 25.08.1967 | [ БС 8 ] [ ГС 25 ] [ НЛ 23 ]    |
| 26    | Каду́н Николай Васильевич укр. Кадун Микола Васильович                                                 | 03.06.1944 | артиллерия                          | командир дивизиона 103-го гвардейского пушечного артиллерийского полка 6-й армии 3-го Украинского фронта | гвардии капитан              | 05.05.1919 — 30.07.1944 | [ БС 8 ] [ ГС 26 ] [ НЛ 24 ]    |
| 27    | Кадуче́нко Иосиф Андриянович укр. Кадученко Йосип Андріанович                                          | 22.07.1941 | танкист                             | заместитель по строевой части командира танкового батальона 115-го танкового полка 57-й танковой дивизии 20-й армии Западного фронта                                                                                             | капитан                      | 31.10.1906 — 13.03.1988 | [ БС 8 ] [ ГС 27 ] [ НЛ 25 ]    |
| 28    | Кадыргали́ев Леонид Иванович (Кадыргалеев Леонид Иванович) тат. Кадыйргалиев Хикмәтулла Хисмәтулла улы | 13.09.1944 | пехота                              | командир отделения моторизованного батальона автоматчиков 107-й танковой бригады 16-го танкового корпуса 2-й танковой армии 2-го Украинского фронта                                                                              | младший сержант              | 06.11.1925 — 12.07.1985 | [ БС 9 ] [ ГС 28 ] [ НЛ 26 ]    |
| 29    | Кады́ров Очил узб. Qodirov Ochil                                                                       | 24.03.1945 | пехота                              | пулемётчик 1348-го стрелкового полка 399-й стрелковой дивизии 48-й армии 1-го Белорусского фронта | красноармеец                 | 1910 — 13.03.1945       | [ БС 10 ] [ ГС 29 ] [ НЛ 27 ]   |
| 30    | Каза́ев Александр Борисович осет. Козатæ Александр                                                     | 29.06.1945 | пехота                              | командир 1-го гвардейского стрелкового полка 2-й гвардейской стрелковой дивизии 2-й гвардейской армии 3-го Белорусского фронта                                                                                                   | гвардии майор                | 09.10.1919 — 18.05.1994 | [ БС 10 ] [ ГС 30 ] [ НЛ 28 ]   |
| 31    | Каза́ев Иван Абрамович                                                                                 | 23.10.1943 | пехота                              | командир отделения 569-го стрелкового полка 161-й стрелковой дивизии 40-й армии Воронежского фронта | старший сержант              | 09.02.1913 — 13.05.1991 | [ БС 10 ] [ ГС 31 ] [ НЛ 29 ]   |
| 32    | Каза́к Дмитрий Васильевич укр. Казак Дмитро Васильович                                                 | 17.04.1943 | пехота                              | командир 88-го гвардейского стрелкового полка 33-й гвардейской стрелковой дивизии 2-й гвардейской армии Южного фронта | гвардии подполковник         | 12.09.1907 — 19.09.1943 | [ БС 10 ] [ ГС 32 ] [ НЛ 30 ]   |
| 33    | Каза́к Иван Емельянович                                                                                | 01.07.1944 | артиллерия                          | наводчик орудия артиллерийского дивизиона 248-й отдельной курсантской стрелковой бригады 60-й армии 1-го Украинского фронта | младший сержант              | 05.07.1919 — 06.12.1943 | [ БС 10 ] [ ГС 33 ] [ НЛ 31 ]   |
| 34    | Казаке́вич Даниил Васильевич бел. Казакевіч Данііл Васільевіч                                          | 06.04.1945 | генерал                             | командир 399-й стрелковой дивизии 48-й армии 1-го Белорусского фронта | генерал-майор                | 16.12.1902 — 28.11.1988 | [ БС 10 ] [ ГС 34 ] [ НЛ 32 ]   |
| 35    | Казаке́вич Павел Константинович бел. Казакевіч Павел Канстанцінавіч                                    | 19.06.1943 | пехота                              | командир 81-го гвардейского стрелкового полка 25-й гвардейской стрелковой дивизии 40-й армии Воронежского фронта | гвардии полковник            | 02.10.1904 — 15.02.1943 | [ БС 11 ] [ ГС 35 ] [ НЛ 33 ]   |
| 36    | Казако́в Александр Афанасьевич                                                                         | 24.03.1945 | пехота                              | командир батальона 787-го стрелкового полка 222-й стрелковой дивизии 33-й армии 2-го Белорусского фронта | старший лейтенант            | 28.05.1917 — 11.07.1950 | [ БС 12 ] [ ГС 36 ] [ НЛ 34 ]   |
| 37    | Казако́в Александр Ильич                                                                               | 15.05.1946 | артиллерия                          | командир пулемётного взвода 306-го гвардейского зенитного артиллерийского полка 2-й гвардейской зенитной артиллерийской дивизии РГК в составе войск 1-го Белорусского фронта                                                     | гвардии младший сержант      | 09.02.1900 — 27.12.1961 | [ БС 12 ] [ ГС 37 ] [ НЛ 35 ]   |
| 38    | Казако́в Александр Ильич                                                                               | 27.10.1954 | авиация                             | лётчик-испытатель Государственного авиационного завода № 1 им. Осоавиахима | майор                        | 11.03.1922 — 20.08.1976 | ——                              |
| 39    | Казако́в Анатолий Семёнович                                                                            | 15.05.1946 | авиация                             | командир звена 235-го штурмового авиационного полка 264-й штурмовой авиационной дивизии 5-й штурмового авиационного корпуса 5-й воздушной армии 2-го Украинского фронта                                                          | старший лейтенант            | 20.02.1923 — 08.09.1986 | [ БС 12 ] [ ГС 39 ] [ НЛ 36 ]   |
| 40    | Казако́в Василий Иванович                                                                              | 06.04.1945 | генерал                             | командующий артиллерией 1-го Белорусского фронта | генерал-полковник артиллерии | 18.07.1898 — 25.05.1968 | [ БС 12 ] [ ГС 40 ] [ НЛ 37 ]   |
| 41    | Казако́в Василий Иванович                                                                              | 03.06.1944 | артиллерия                          | командир орудия 348-го артиллерийского полка 141-й стрелковой дивизии 60-й армии Центрального фронта | старший сержант              | 15.09.1923 — 14.08.1944 | [ БС 12 ] [ ГС 41 ] [ НЛ 38 ]   |
| 42    | Казако́в Виктор Фёдорович                                                                              | 15.05.1946 | авиация                             | командир звена 43-го гвардейского штурмового авиационного полка 230-й штурмовой авиационной дивизии 4-й воздушной армии 2-го Белорусского фронта                                                                                 | гвардии лейтенант            | 10.02.1923 — 24.01.1995 | [ БС 13 ] [ ГС 42 ] [ НЛ 39 ]   |
| 43    | Казако́в Григорий Петрович                                                                             | 31.05.1945 | морской флот                        | командир полуглиссера № 117 1-го отдельного отряда полуглиссеров 1-й бригады речных кораблей Днепровской военной флотилии | старшина 2-й статьи          | 13.08.1913 — 09.01.1987 | [ БС 14 ] [ ГС 43 ] [ НЛ 40 ]   |
| 44    | Казако́в Константин Фёдорович                                                                          | 30.10.1943 | пехота                              | командир отделения 303-го стрелкового полка 69-й стрелковой дивизии 65-й армии Центрального фронта | старший сержант              | 27.08.1906 — 1951       | [ БС 14 ] [ ГС 44 ] [ НЛ 41 ]   |
| 45    | Казако́в Михаил Ильич                                                                                  | 21.02.1978 | генерал                             | военный инспектор-советник Группы Генеральных инспекторов Министерства обороны СССР | генерал армии                | 09.10.1901 — 25.12.1979 | ——                              |
| 46    | Казако́в Михаил Николаевич                                                                             | 20.04.1945 | авиация                             | командир звена 8-го гвардейского штурмового авиационного полка 11-й штурмовой авиационной дивизии ВВС Балтийского флота | гвардии старший лейтенант    | 07.11.1920 — 10.03.1994 | [ БС 14 ] [ ГС 46 ] [ НЛ 42 ]   |
| 47    | Казако́в Николай Яковлевич                                                                             | 16.10.1943 | комиссар                            | секретарь комсомольской организации 229-го стрелкового полка 8-й стрелковой дивизии 13-й армии Центрального фронта | старший лейтенант            | 26.11.1912 — 02.03.1990 | [ БС 14 ] [ ГС 47 ] [ НЛ 43 ]   |
| 48    | Казако́в Пётр Иванович                                                                                 | 27.06.1945 | пехота                              | командир батальона 42-го гвардейского стрелкового полка 13-й гвардейской стрелковой дивизии 5-й гвардейской армии 1-го Украинского фронта                                                                                        | гвардии капитан              | 20.10.1909 — 24.01.1945 | [ БС 14 ] [ ГС 48 ] [ НЛ 44 ]   |
| 49    | Казако́в Степан Александрович                                                                          | 16.11.1943 | артиллерия                          | начальник разведки дивизиона 156-го гвардейского артиллерийского полка 77-й гвардейской стрелковой дивизии 61-й армии Центрального фронта                                                                                        | гвардии лейтенант            | 10.04.1914 — 07.12.1964 | [ БС 15 ] [ ГС 49 ] [ НЛ 45 ]   |
| 50    | Казако́в Степан Терентьевич                                                                            | 21.05.1940 | пехота                              | командир 596-го стрелкового полка 122-й стрелковой дивизии 9-й армии | майор                        | 1894 — 20.12.1939       | [ БС 16 ] [ ГС 50 ] [ НЛ 46 ]   |
| 51    | Казако́в Темирей Токурович                                                                             | 24.03.1945 | артиллерия                          | наводчик орудия 507-го армейского истребительно-противотанкового артиллерийского полка 5-й ударной армии 1-го Белорусского фронта                                                                                                | младший сержант              | 1923 — 09.05.1946       | [ БС 16 ] [ ГС 51 ] [ НЛ 47 ]   |
| 52    | Казама́тов Алексей Павлович                                                                            | 22.02.1944 | инженер                             | сапёр 70-го отдельного штурмового инженерно-сапёрного батальона 14-й штурмовой инженерно-сапёрной бригады РГК в составе войск Степного фронта                                                                                    | красноармеец                 | 28.10.1907 — 14.06.1987 | [ БС 16 ] [ ГС 52 ] [ НЛ 48 ]   |
| 53    | Казанба́ев Шарифзян Габдурахманович тат. Казанбаев Шәрифҗан Габдерахман улы                            | 13.09.1944 | десантники                          | командир отделения комендантского взвода 14-го гвардейского воздушно-десантного полка 6-й гвардейской воздушно-десантной дивизии 4-й гвардейской армии 2-го Украинского фронта                                                   | гвардии старшина             | 16.11.1916 — 01.04.1944 | [ БС 16 ] [ ГС 53 ] [ НЛ 49 ]   |
| 54    | Каза́нцев Василий Тихонович                                                                            | 15.05.1946 | артиллерия                          | разведчик-наблюдатель 1955-го истребительно-противотанкового артиллерийского полка 40-й отдельной истребительно-противотанковой артиллерийской бригады РГК в составе 3-й ударной армии 1-го Белорусского фронта                  | гвардии ефрейтор             | 19.10.1920 — 13.05.1945 | [ БС 16 ] [ ГС 54 ] [ НЛ 50 ]   |
| 55    | Каза́рцев Александр Игнатьевич                                                                         | 01.11.1943 | генерал                             | командир 126-й стрелковой дивизии 51-й армии 4-го Украинского фронта | генерал-майор                | 25.08.1901 — 16.06.1985 | [ БС 17 ] [ ГС 55 ] [ НЛ 51 ]   |
| 56    | Казарья́н Ашот Вагаршакович арм. Ղազարյան Աշոտ                                                         | 24.03.1945 | танкист                             | командир танкового батальона 117-й танковой бригады 1-го танкового корпуса 3-го Белорусского фронта | капитан                      | 11.07.1921 — 18.10.1995 | [ БС 18 ] [ ГС 56 ] [ НЛ 52 ]   |
| 57    | Казаря́н Амаяк Левонович (Казарян Амаяк Леонович) арм. Ղազարյան Հմայակ                                 | 22.02.1944 | пехота                              | командир батальона 818-го стрелкового полка 31-й стрелковой дивизии 46-й армии Юго-Западного фронта | капитан                      | 1907 — 07.02.1944       | [ БС 18 ] [ ГС 57 ] [ НЛ 53 ]   |
| 58    | Казаря́н Андраник Абрамович арм. Ղազարյան Անդրանիկ                                                     | 16.10.1943 | генерал                             | командир 74-й стрелковой дивизии 13-й армии Центрального фронта | генерал-майор                | 14.05.1904 — 16.01.1992 | [ БС 18 ] [ ГС 58 ] [ НЛ 54 ]   |
| 59    | Казаря́н Ашхарбек Саркисович арм. Ղազարյան Աշխարհբեկ                                                   | 27.02.1945 | пехота                              | помощник командира взвода 1054-го стрелкового полка 301-й стрелковой дивизии 9-го стрелкового корпуса 5-й ударной армии 1-го Белорусского фронта                                                                                 | сержант                      | 12.05.1918 — 03.09.1986 | [ БС 18 ] [ ГС 59 ] [ НЛ 55 ]   |
| 60    | Казаче́нко Николай Иванович                                                                            | 20.04.1945 | морской флот                        | пулемётчик стрелковой роты 384-го отдельного батальона морской пехоты Одесской военно-морской базы Черноморского флота | краснофлотец                 | 27.12.1913 — 27.03.1944 | [ БС 18 ] [ ГС 60 ] [ НЛ 56 ]   |
| 61    | Казаче́нко Николай Михайлович бел. Казачэнка Мікалай Міхайлавіч                                        | 20.12.1943 | инженер                             | командир отделения 112-го армейского инженерного батальона 37-й армии Степного фронта | сержант                      | 01.01.1916 — 21.03.1977 | [ БС 18 ] [ ГС 61 ] [ НЛ 57 ]   |
| 62    | Казачи́нский Константин Васильевич                                                                     | 14.09.1945 | морской флот                        | командир дивизиона торпедных катеров 1-й бригады торпедных катеров Тихоокеанского флота | капитан 3-го ранга           | 25.01.1912 — 27.04.1994 | [ БС 19 ] [ ГС 62 ] [ НЛ 58 ]   |
| 63    | Казачко́в Алексей Леонтьевич                                                                           | 22.07.1944 | артиллерия                          | командир орудия 496-го истребительно-противотанкового артиллерийского полка РГК в составе 6-й гвардейской армии 1-го Прибалтийского фронта                                                                                       | младший сержант              | 20.02.1909 — 22.01.1985 | [ БС 20 ] [ ГС 63 ] [ НЛ 59 ]   |
| 64    | Казе́й Марат Иванович бел. Казей Марат Іванавіч                                                        | 08.05.1965 | партизан                            | активный участник партизанской борьбы в Белоруссии, разведчик штаба 200-й партизанской бригады имени К. К. Рокоссовского | —                            | 29.10.1929 — 11.05.1944 | ——                              |
| 65    | Казими́ров Василий Васильевич                                                                          | 21.02.1945 | артиллерия                          | командир орудия 275-го гвардейского истребительно-противотанкового артиллерийского полка 4-й гвардейской отдельной истребительно-противотанковой артиллерийской бригады РГК в составе 69-й армии 1-го Белорусского фронта        | гвардии старшина             | 27.04.1924 — 12.05.1991 | [ БС 20 ] [ ГС 65 ] [ НЛ 60 ]   |
| 66    | Казине́ц Исай Павлович (Казинец Исай Пинхусович)                                                       | 08.05.1965 | партизан                            | активный участник партизанской борьбы в Белоруссии, секретарь Минского подпольного городского комитета КП(б) Белорусской ССР | —                            | 09.04.1910 — 07.05.1942 | ——                              |
| 67    | Каи́пов Джунуспей каз. Қайыпов Жүнісбай                                                                | 01.07.1944 | артиллерия                          | командир орудия 54-го лёгкого артиллерийского полка 20-й лёгкой артиллерийской бригады 2-й артиллерийской дивизии РГК в составе 59-й армии Волховского фронта                                                                    | старшина                     | 19.10.1917 — 06.02.1944 | [ БС 20 ] [ ГС 67 ] [ НЛ 61 ]   |
| 68    | Каирба́ев Махмет Каирбаевич каз. Қайырбаев Махмет                                                      | 24.03.1945 | артиллерия                          | командир батареи 712-го истребительно-противотанкового артиллерийского полка 17-й отдельной истребительно-противотанковой артиллерийской бригады РГК в составе 2-й гвардейской армии 1-го Прибалтийского фронта                  | старший лейтенант            | 01.01.1925 — 12.07.1996 | [ БС 20 ] [ ГС 68 ] [ НЛ 62 ]   |
| 69    | Ка́йда Анатолий Григорьевич укр. Кайда Анатолій Григорович                                             | 26.01.1940 | Авточасти и шофёры всех родов войск | водитель автомашины 786-го стрелкового полка 155-й стрелковой дивизии 8-й армии | красноармеец                 | 27.06.1916 — 26.05.1997 | ——                              |
| 70    | Кайда́лов Константин Потапович                                                                         | 22.02.1944 | артиллерия                          | командир орудия 179-го истребительно-противотанкового артиллерийского полка РГК в составе 3-й гвардейской армии Юго-Западного фронта                                                                                             | старший сержант              | 19.09.1917 — 13.08.1986 | [ БС 22 ] [ ГС 70 ] [ НЛ 63 ]   |
| 71    | Кайда́ш Владимир Фёдорович укр. Кайдаш Володимир Федорович                                             | 24.03.1945 | связисты                            | командир отделения кабельно-телеграфной роты 359-го отдельного батальона связи 23-го стрелкового корпуса 46-й армии 2-го Украинского фронта                                                                                      | младший сержант              | 16.09.1914 — 31.07.1972 | [ БС 22 ] [ ГС 71 ] [ НЛ 64 ]   |
| 72    | Ка́йкин Василий Матвеевич                                                                              | 27.02.1945 | кавалерия                           | командир пулемётного расчёта 54-го гвардейского кавалерийского полка 14-й гвардейской кавалерийской дивизии 7-го гвардейского кавалерийского корпуса 1-го Белорусского фронта                                                    | гвардии старший сержант      | 09.06.1910 — 30.01.1945 | [ БС 22 ] [ ГС 72 ] [ НЛ 65 ]   |
| 73    | Кайко́в Павел Александрович                                                                            | 06.06.1942 | авиация                             | лётчик 147-го истребительного авиационного полка 1-й смешанной авиационной дивизии ВВС 14-й армии Карельского фронта | лейтенант                    | 10.01.1917 — 29.11.1941 | [ БС 22 ] [ ГС 73 ] [ НЛ 66 ]   |
| 74    | Кайма́нов Никита Фадеевич                                                                              | 26.08.1941 | пограничник                         | начальник отделения боевой подготовки штаба 80-го Кипранмякского пограничного отряда Карело-Финского пограничного округа Главного управления пограничных войск НКВД СССР                                                         | старший лейтенант            | 24.09.1907 — 18.02.1972 | ——                              |
| 75    | Како́вкин Иван Григорьевич                                                                             | 21.07.1944 | инженер                             | командир сапёрного отделения 222-го отдельного моторизованного штурмового инженерно-сапёрного батальона 20-й моторизованной штурмовой инженерно-сапёрной бригады РГК в составе 7-й армии Карельского фронта                      | сержант                      | 29.08.1918 — 11.10.1986 | [ БС 22 ] [ ГС 75 ] [ НЛ 67 ]   |
| 76    | Кала́бин Алексей Иванович                                                                              | 15.01.1944 | пехота                              | командир пулемётной роты 321-го стрелкового полка 15-й стрелковой дивизии 61-й армии Центрального фронта | гвардии лейтенант            | 19.02.1920 — 17.04.2008 | [ БС 23 ] [ ГС 76 ] [ НЛ 68 ]   |
| 77    | Калабу́н Валентин Васильевич                                                                           | 29.06.1945 | пехота                              | разведчик 80-го гвардейского стрелкового полка 32-й гвардейской стрелковой дивизии 2-й гвардейской армии 3-го Белорусского фронта                                                                                                | гвардии старший сержант      | 07.11.1924 — 20.07.1997 | [ БС 24 ] [ ГС 77 ] [ НЛ 69 ]   |
| 78    | Кала́бушкин Иван Николаевич                                                                            | 04.03.1942 | авиация                             | командир эскадрильи 562-го истребительного авиационного полка 6-го истребительного авиационного корпуса противовоздушной обороны Московского фронта ПВО                                                                          | старший лейтенант            | 23.01.1915 — 12.04.1985 | [ БС 24 ] [ ГС 78 ] [ НЛ 70 ]   |
| 79    | Калара́ш Дмитрий Леонтьевич                                                                            | 13.12.1942 | авиация                             | штурман 236-й истребительной авиационной дивизии 5-й воздушной армии Закавказского фронта | подполковник                 | 12.12.1911 — 29.10.1942 | [ БС 24 ] [ ГС 79 ] [ НЛ 71 ]   |
| 80    | Кала́ч Борис Филиппович укр. Калач Борис Пилипович                                                     | 02.05.1945 | партизан                            | активный участник партизанской борьбы на Украине, командир диверсионного взвода партизанского отряда имени Щорса Чернигово-Волынского партизанского соединения                                                                   | —                            | 11.08.1923 — 18.12.2001 | [ БС 24 ] [ ГС 80 ] [ НЛ 72 ]   |
| 81    | Калачёв Александр Васильевич                                                                          | 17.10.1943 | танкист                             | командир танка Т-70 1-го танкового батальона 150-й танковой бригады 60-й армии Центрального фронта | лейтенант                    | 1914 — 08.10.1943       | [ БС 24 ] [ ГС 81 ] [ НЛ 73 ]   |
| 82    | Калачёв Анатолий Александрович                                                                        | 29.06.1945 | авиация                             | штурман эскадрильи 166-го гвардейского штурмового авиационного полка 10-й гвардейской штурмовой авиационной дивизии 17-й воздушной армии 3-го Украинского фронта                                                                 | гвардии старший лейтенант    | 19.03.1920 — 07.11.1997 | [ БС 24 ] [ ГС 82 ] [ НЛ 74 ]   |
| 83    | Калачёв Владимир Николаевич                                                                           | 29.08.1939 | комиссар                            | комиссар 22-го истребительного авиационного полка истребительной авиационной бригады 1-й армейской группы | батальонный комиссар         | 10.08.1910 — 28.06.1942 | ——                              |
| 84    | Кала́шников Александр Петрович                                                                         | 22.02.1944 | пехота                              | командир роты 182-го гвардейского стрелкового полка 62-й гвардейской стрелковой дивизии 37-й армии Степного фронта | гвардии старший лейтенант    | 22.12.1914 — 30.10.1943 | [ БС 26 ] [ ГС 84 ] [ НЛ 75 ]   |
| 85    | Кала́шников Анатолий Степанович                                                                        | 26.10.1944 | авиация                             | заместитель командира эскадрильи 637-го штурмового авиационного полка 227-й штурмовой авиационной дивизии 2-й воздушной армии 1-го Украинского фронта                                                                            | младший лейтенант            | 05.11.1922 — 25.06.1985 | [ БС 26 ] [ ГС 85 ] [ НЛ 76 ]   |
| 86    | Кала́шников Иван Абрамович                                                                             | 23.03.1945 | пехота                              | командир отделения 1113-го стрелкового полка 330-й стрелковой дивизии 50-й армии 2-го Белорусского фронта | сержант                      | 24.02.1922 — 27.07.1944 | [ БС 26 ] [ ГС 86 ] [ НЛ 77 ]   |
| 87    | Кала́шников Николай Семёнович                                                                          | 24.03.1945 | пехота                              | командир моторизированного батальона автоматчиков 19-й гвардейской танковой бригады 3-го гвардейского танкового корпуса 5-й гвардейской танковой армии 3-го Белорусского фронта                                                  | гвардии майор                | 18.12.1913 — 14.08.1944 | [ БС 26 ] [ ГС 87 ] [ НЛ 78 ]   |
| 88    | Кала́шников Прокофий Яковлевич                                                                         | 13.09.1944 | танкист                             | командир 1-го танкового батальона 11-й гвардейской отдельной танковой бригады 2-й танковой армии 1-го Украинского фронта | гвардии майор                | 28.06.1906 — 22.06.1977 | [ БС 26 ] [ ГС 88 ] [ НЛ 79 ]   |
| 89    | Кала́шников Яков Семёнович                                                                             | 22.02.1944 | артиллерия                          | командир миномётного расчёта 307-го гвардейского стрелкового полка 110-й гвардейской стрелковой дивизии 37-й армии Степного фронта                                                                                               | гвардии красноармеец         | 1904 — 16.10.1943       | [ БС 27 ] [ ГС 89 ] [ НЛ 80 ]   |
| 90    | Калга́нов Алексей Нестерович                                                                           | 31.05.1945 | артиллерия                          | командир орудия 282-го гвардейского истребительно-противотанкового артиллерийского полка 3-й гвардейской отдельной истребительно-противотанковой артиллерийской бригады РГК в составе 5-й ударной армии 1-го Белорусского фронта | гвардии старший сержант      | 21.03.1921 — 16.04.1990 | [ БС 28 ] [ ГС 90 ] [ НЛ 81 ]   |
| 91    | Калга́нов Иван Прокофьевич                                                                             | 10.04.1945 | инженер                             | командир роты 58-го инженерно-сапёрного батальона 62-й инженерно-сапёрной бригады 6-й армии 1-го Украинского фронта | капитан                      | 15.01.1915 — 10.09.1980 | [ БС 28 ] [ ГС 91 ] [ НЛ 82 ]   |
| 92    | Калдыкора́ев Джумагали каз. Қалдықараев Жұмағали                                                       | 15.01.1944 | кавалерия                           | помощник наводчика противотанкового ружья 7-го гвардейского истребительно-противотанкового дивизиона 7-го гвардейского кавалерийского корпуса 61-й армии Центрального фронта                                                     | гвардии красноармеец         | 28.03.1922 — 26.01.1944 | [ БС 28 ] [ ГС 92 ] [ НЛ 83 ]   |
| 93    | Календю́к Иван Хрисанфович укр. Календюк Іван Хрисанфович                                              | 26.04.1944 | пехота                              | командир бронетранспортёра разведывательной роты 20-й гвардейской механизированной бригады 8-го гвардейского механизированного корпуса 1-й танковой армии 1-го Украинского фронта                                                | гвардии старший сержант      | 01.01.1922 — 22.04.1995 | [ БС 28 ] [ ГС 93 ] [ НЛ 84 ]   |
| 94    | Каленик Дмитрий Митрофанович (Калейников Дмитрий Митрофанович)                                        | 21.07.1942 | пехота                              | стрелок 1075-го стрелкового полка 316-й стрелковой дивизии 16-й армии Западного фронта | красноармеец                 | 23.11.1910 — 16.11.1941 | [ БС 28 ] [ ГС 94 ] [ НЛ 85 ]   |
| 95    | Кале́ников Иван Емельянович бел. Каленікаў Іван Емяльянавіч                                            | 10.01.1944 | танкист                             | заместитель командира 55-й гвардейской танковой бригады 7-го гвардейского танкового корпуса 3-й гвардейской танковой армии 1-го Украинского фронта                                                                               | гвардии майор                | 19.11.1912 — 14.08.1969 | [ БС 28 ] [ ГС 95 ] [ НЛ 86 ]   |
| 96    | Калёнов Николай Акимович                                                                              | 29.06.1945 | авиация                             | штурман эскадрильи 15-го гвардейского штурмового авиационного полка 277-й штурмовой авиационной дивизии 1-й воздушной армии 3-го Белорусского фронта                                                                             | гвардии лейтенант            | 17.10.1920 — 05.12.1997 | [ БС 29 ] [ ГС 96 ] [ НЛ 87 ]   |
| 97    | Калиберда́ Иван Афанасьевич укр. Каліберда Іван Опанасович                                             | 26.10.1943 | инженер                             | командир взвода 6-го отдельного моторизованного понтонно-мостового батальона 1-й понтонно-мостовой бригады Степного фронта | лейтенант                    | 21.05.1920 — 25.05.2020 | [ БС 30 ] [ ГС 97 ] [ НЛ 88 ]   |
| 98    | Кали́ев Анвар Мадиевич тат. Кәлиев Әнвәр Мәди (Мәһди) улы                                              | 15.01.1944 | пехота                              | разведчик 326-й отдельной разведывательной роты 246-й стрелковой дивизии 65-й армии Центрального фронта | сержант                      | 08.03.1921 — 11.09.1998 | [ БС 30 ] [ ГС 98 ] [ НЛ 89 ]   |
| 99    | Калима́нов Иван Еремеевич                                                                              | 03.06.1944 | пехота                              | пулемётчик 658-го стрелкового полка 218-й стрелковой дивизии 47-й армии Воронежского фронта | красноармеец                 | 25.09.1924 — 19.08.2006 | [ БС 30 ] [ ГС 99 ] [ НЛ 90 ]   |
| 100   | Кали́на Александр Данилович укр. Калина Олександр Данилович                                            | 21.08.1964 | авиация                             | лётчик-испытатель ОКБ А. Н. Туполева | —                            | 16.03.1911 — 15.03.1988 | ——                              |
| 101   | Кали́нин Александр Андреевич                                                                           | 06.02.1942 | комиссар                            | заместитель политрука 201-й отдельной разведывательной роты 311-й стрелковой дивизии 54-й армии Ленинградского фронта | заместитель политрука        | 14.08.1910 — 21.02.1962 | ——                              |
| 102   | Кали́нин Алексей Николаевич                                                                            | 10.01.1944 | пехота                              | помощник командира взвода 764-го стрелкового полка 232-й стрелковой дивизии 38-й армии Воронежского фронта | старший сержант              | 01.10.1922 — 09.08.1943 | [ БС 30 ] [ ГС 102 ] [ НЛ 91 ]  |
| 103   | Кали́нин Борис Петрович                                                                                | 24.12.1943 | артиллерия                          | командир огневого взвода 53-го гвардейского кавалерийского полка 15-й гвардейской кавалерийской дивизии 7-го гвардейского кавалерийского корпуса 61-й армии Центрального фронта                                                  | гвардии младший лейтенант    | 20.07.1913 — 10.10.1943 | [ БС 31 ] [ ГС 103 ] [ НЛ 92 ]  |
| 104   | Кали́нин Василий Фёдорович                                                                             | 24.03.1945 | пехота                              | командир пулемётного взвода 171-го гвардейского стрелкового полка 1-й гвардейской стрелковой дивизии 11-й гвардейской армии 3-го Белорусского фронта                                                                             | гвардии лейтенант            | 04.01.1924 — 15.07.1944 | [ БС 32 ] [ ГС 104 ] [ НЛ 93 ]  |
| 105   | Кали́нин Владимир Павлович                                                                             | 16.05.1944 | пехота                              | командир взвода 1164-го стрелкового полка 346-й стрелковой дивизии 1-го гвардейского стрелкового корпуса 51-й армии 4-го Украинского фронта                                                                                      | лейтенант                    | 27.06.1924 — 09.04.1944 | [ БС 32 ] [ ГС 105 ] [ НЛ 94 ]  |
| 106   | Кали́нин Гавриил Григорьевич                                                                           | 31.03.1943 | танкист                             | командир танка Т-34 441-го танкового батальона 110-й танковой бригады 18-го танкового корпуса 1-й гвардейской армии Юго-Западного фронта                                                                                         | младший лейтенант            | 15.08.1922 — 22.03.1995 | [ БС 32 ] [ ГС 106 ] [ НЛ 95 ]  |
| 107   | Кали́нин Дмитрий Семёнович                                                                             | 31.05.1944 | морской флот                        | командир разведывательного отряда штаба Черноморского флота | капитан                      | 15.09.1910 — 01.05.1943 | [ БС 32 ] [ ГС 107 ] [ НЛ 96 ]  |
| 108   | Кали́нин Иван Андреевич                                                                                | 20.12.1943 | танкист                             | механик-водитель танка 586-го танкового батальона 219-й танковой бригады 1-го механизированного корпуса 37-й армии Степного фронта                                                                                               | младший сержант              | 20.01.1921 — 14.08.1945 | [ БС 32 ] [ ГС 108 ] [ НЛ 97 ]  |
| 109   | Кали́нин Иван Николаевич                                                                               | 03.06.1944 | пехота                              | командир отделения 101-го гвардейского стрелкового полка 35-й гвардейской стрелковой дивизии 8-й гвардейской армии 3-го Украинского фронта                                                                                       | гвардии сержант              | 10.11.1919 — 15.07.2000 | [ БС 32 ] [ ГС 109 ] [ НЛ 98 ]  |
| 110   | Кали́нин Константин Николаевич                                                                         | 16.05.1944 | пехота                              | командир отделения 948-го стрелкового полка 257-й стрелковой дивизии 51-й армии 4-го Украинского фронта | старший сержант              | 15.05.1910 — 25.04.1998 | [ БС 33 ] [ ГС 110 ] [ НЛ 99 ]  |
| 111   | Кали́нин Михаил Михайлович                                                                             | 31.05.1945 | морской флот                        | командир отряда полуглиссеров 1-й бригады речных кораблей Днепровской военной флотилии | лейтенант                    | 1911 — 12.07.1973       | [ БС 34 ] [ ГС 111 ] [ НЛ 100 ] |
| 112   | Кали́нин Михаил Степанович                                                                             | 06.03.1945 | морской флот                        | командир подводной лодки «Щ-307» 3-го дивизиона подводных лодок Балтийского флота | капитан-лейтенант            | 23.02.1918 — 05.07.1978 | [ БС 34 ] [ ГС 112 ] [ НЛ 101 ] |
| 113   | Кали́нин Николай Никитович                                                                             | 04.02.1944 | авиация                             | лётчик 210-го штурмового авиационного полка 230-й штурмовой авиационной дивизии 4-й воздушной армии Северо-Кавказского фронта | младший лейтенант            | 22.04.1922 — 27.09.1943 | [ БС 34 ] [ ГС 113 ] [ НЛ 102 ] |
| 114   | Кали́нин Николай Тихонович                                                                             | 22.02.1944 | пехота                              | стрелок 310-го гвардейского стрелкового полка 110-й гвардейской стрелковой дивизии 37-й армии Степного фронта | гвардии красноармеец         | 25.03.1925 — 20.10.1943 | [ БС 34 ] [ ГС 114 ] [ НЛ 103 ] |

| Навигационная таблица | Навигационная таблица                |
| --------------------- | ------------------------------------ |
| «К»                   | Кабак Николай — Калинин Николай      |
| «К»                   | Калинин Степан — Кармацкий Владимир  |
| «К»                   | Кармацкий Тимофей — Кживонь Анеля    |
| «К»                   | Киба Григорий — Клевцов Сергей       |
| «К»                   | Клейбус Фёдор — Коваленко Сергей     |
| «К»                   | Коваленко Юрий — Колдубов Михаил     |
| «К»                   | Колдунов Александр — Компанеец Фёдор |
| «К»                   | Компаниец Алексей — Копытин Михаил   |
| «К»                   | Копытов Михаил — Корчагин Лев        |
| «К»                   | Корчак Иосиф — Котов Николай         |
| «К»                   | Котов Сергей — Краснов Анатолий      |
| «К»                   | Краснов Виктор — Крюков Василий      |
| «К»                   | Крюков Владимир — Кузнецов Николай   |
| «К»                   | Кузнецов Павел — Кунавин Григорий    |
| «К»                   | Кунгурцев Евгений — Кянжин Пантелей  |